# Halfe
Ein Halfe (auch Halbwinner, Halbmann oder Halberling) war ein Pächter mit besonderem Pachtvertrag. Dieser hatte einen bestimmten Anteil, zumeist die Hälfte, seines Ertrages an den Grundherrn abzuliefern.
Infolge der Auflösung der Villikationsverfassung gaben die Grundherren spätestens mit Beginn des 13. Jahrhunderts die Eigenbewirtschaftung ihrer Fronhöfe auf. Das naturalwirtschaftliche, auf Selbstversorgung ausgelegte System der mittelalterlichen Grundherrschaft hatte seit dem Aufblühen der städtischen Markt- und Geldwirtschaft zu sehr an Effizienz und Effektivität verloren.
Die mit der Veränderung des Agrarsystems verbundenen Auswirkungen fielen bezogen auf die Fronhöfe regional unterschiedlich aus. Während es in Südwestdeutschland zu einer fast völligen Aufteilung des alten Herrenlandes kam, wurden am Niederrhein und in der Kölner Bucht die Fronhöfe nur äußerst selten aufgelöst. Dort schlugen die Grundherren andere Wege ein, um ihre Existenzgrundlagen zu sichern: Sie verpachteten ihre Fronhöfe nebst Salland auf Zeit.
Die ursprüngliche Form der Verpachtung von Herrengütern war der Halbbau (Halbpacht). Dabei führte der Pächter die Hälfte seines landwirtschaftlichen Ertrages an den Grundherren als Pacht ab. Aus diesem Grund wurde der Pächter eines Fronhofs auch Halbwinner, Halfe, Halbmann oder Halberling genannt, in der Mehrzahl Halfleute. Als im Laufe der Zeit die Pacht nicht mehr ertragsabhängig halbiert wurde, sondern Grundherr und Pächter sich auf eine fixe Pachtsumme einigten, blieb der Name Halfe gleichwohl erhalten.
Die im Rheinland übliche Pachtdauer betrug im 14. Jahrhundert drei oder sechs Jahre und pendelte sich im 16. und 17. Jahrhundert auf zwölf Jahre ein. Nach Ablauf einer Pachtperiode wurde, sofern der Grundherr mit der Hofführung seines Pächters zufrieden und letzterer seinen Verpflichtungen und Zahlungen immer zuverlässig nachgekommen war, der Vertrag um jeweils weitere zwölf Jahre verlängert. In vielen Fällen blieb das Pachtgut für Generationen in den Händen der gleichen Pächterfamilie.
Die Halbwinnerschaft brachte nicht nur dem Grundherrn, sondern auch dem Pächter große ökonomische Vorteile: Da die Halbwinner vom gepachteten Gut kein Stück veräußern durften und die Güter nach dem Tod eines Pächters nicht der Realteilung unterlagen (in der Regel ging der Pachtvertrag auf den ältesten Sohn oder einen Schwiegersohn über), blieben ihre Anbauflächen stets gleich oder wurden durch Zukauf noch größer. Damit waren die Halfen den Bauern mit Eigenbesitz überlegen, denn diese hatten bei jedem Erbfall mit dem Problem der Verkleinerung der Hofstellen zu kämpfen. So entwickelte sich im Rheinland und in anderen nordwestlichen Regionen bereits vor dem Beginn der Frühen Neuzeit mit dem Pächterstand eine neue, ländliche Oberschicht, die persönlich völlig frei und wirtschaftlich äußerst wohlhabend war.
Halbwinner hatten z. B. im Rheinland oft durch Geburt das Ehrenamt der Schöffen bei Gericht inne und waren dadurch im Stand der schöffenbarfreien angesiedelt. Viele Urkunden über diese schöffenbaren Halfen-Familien finden sich u. a. im Familienarchiv der Familie Rey im Bischöflichen Diözesanarchiv in Aachen.